# Czarna supremacja
Czarna supremacja – rasistowskie przekonanie odwołujące się do pseudonaukowej tezy, że ludzie czarnej odmiany człowieka górują genetycznie i rasowo nad innymi.
Prawdopodobnie pierwszym przykładem czarnej supremacji była religia rastafarian, która została oparta na zasadach uznających wrodzoną niższość białej rasy i absolutną wyższość rasy czarnej. Ideologia ta, broniona przez takich kaznodziei jak Leonard Howell, została niemal zupełnie zarzucona we współczesnym ruchu rastafariańskim, który gromadzi konwertytów ze wszystkich ras. Przy filozofii tej trwa jeszcze niewielka liczebnie grupa zwolenników.
W latach 30. XX w. została założona organizacja czarnych supremacjonistów nosząca nazwę Nation of Islam. Zyskała ona rozgłos w latach 60., gdy wśród Afroamerykanów zaczęły się wyłaniać grupy radykałów. Grupy te pojawiły się w czasie, gdy w wielu sektorach społeczeństwa amerykańskiego panowały rasizm i bigoteria. Podczas gdy większość czarnych dążyła do wykorzenienia rasizmu, niektórzy zaczęli go stosować w odniesieniu do białych.
Dzisiaj istnieje w USA pewna liczna wpływowych grup czarnych supremacjonistów, jak Nation of Islam Louisa Farrakhana, czy rozłamowa grupa New Black Panthers Khalida Abdula Muhammada. Obie te grupy występują przeciwko białym i Żydom. Członkowie rozprowadzają broszury, takie jak Protokoły Mędrców Syjonu.
Istnieje też grupa czarnych supremacjonistów o nazwie Black Hebrew Israelites, choć wbrew nazwie jej członkowie nie są Żydami.